# Literarisches Testament
Ein literarisches Testament ist eine literarische Gattung in Form eines poetischen Testaments, ein lyrisches Lied, das nach dem letzten Willen des Verstorbenen stilisiert ist. Es enthält Elemente wie einen Abschied von der Welt und den Angehörigen, eine Gewissensprüfung, Anweisungen zu Begräbnissen und Wünschen, eine kurze Autobiographie oder den letzten Willen in Versen usw., worin der Dichter normalerweise seine Ideologie und Überzeugungen sowie Wünsche und Hoffnungen vermittelt. Solche literarischen Testamente tragen bisweilen satirische, ironische oder religiöse Züge.

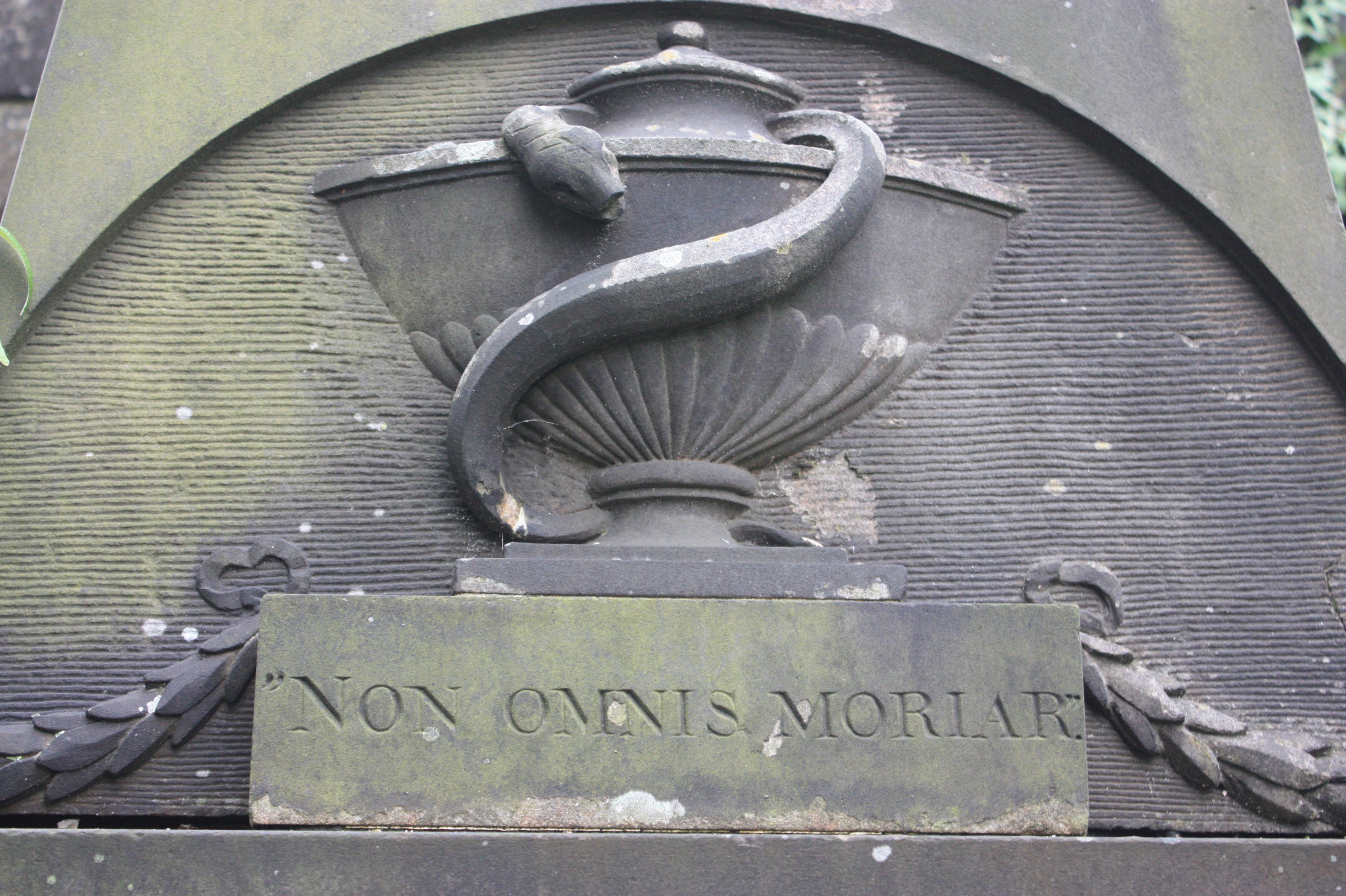
Non Omnis Moriar, Greyfriars Kirkyard, Edinburgh

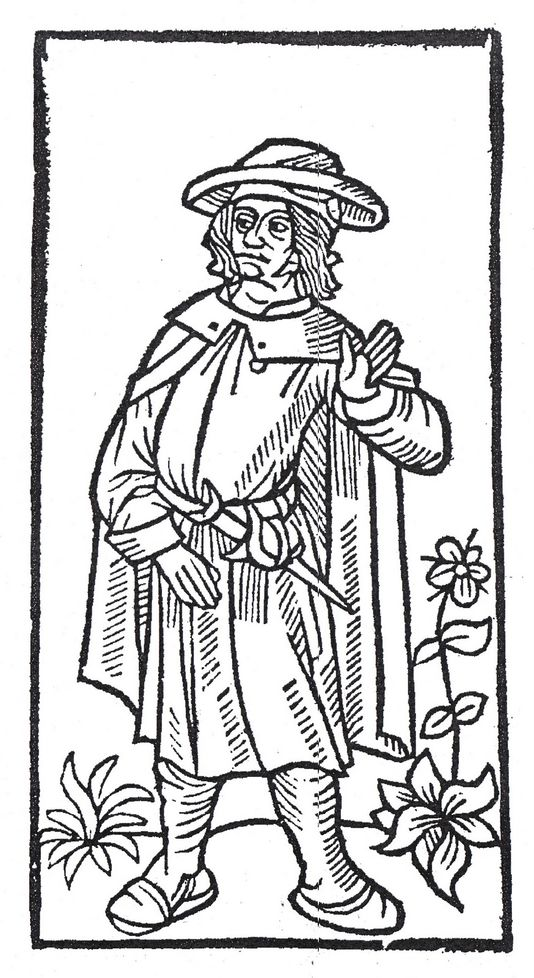
François Villon (Darstellung aus Grand Testament de Maistre François Villon, 1489)

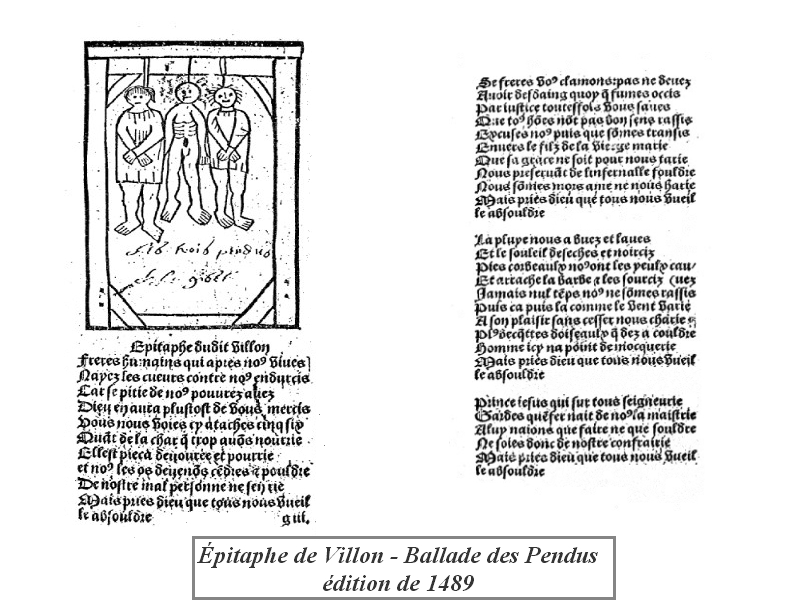
Illustration zur Ballade des pendus aus der Ausgabe 1489

Ein frühes  poetisches Testament war „Non omnis moriar“ (lateinisch für „Ich werde nicht ganz sterben“) des römischen Dichters Horaz.
Eines der vermutlich bekanntesten Zeugnisse dieser Art ist das Große Testament von François Villon aus dem französischen Spätmittelalter. Villon verfasste ein Großes und einige Jahre zuvor ein  Kleines Testament.
Ein neueres Beispiel für ein solches Testament ist das „Testament mój“ von Juliusz Słowacki.

## Beispiele
- Non omnis moriar (Horaz)
- Le Testament (Villon)
- Testament mój (Juliusz Słowacki)
- Von guten Mächten (Dietrich Bonhoeffer)
- Non omnis moriar (Zuzanna Ginczanka)